# RC-2 (етиленопровід)
RC-2 (етиленопровід) — продуктопровід, який пов'язує етиленовий термінал у Роттердамі з антверпенським олефіновим хабом та рядом споживачів.
До реалізації проекту RC-2 Роттердам та Анверпен вже пов'язував двонитковий етиленопровід компанії Shell. В той же час, у роттердамському Європорті з 1991-го діяв газовий термінал, котрий здійснював перевалку пропілену та бутану. Невдовзі його ж вирішили задіяти для створення додаткового маршруту постачання етилену, необхідного численним хімічним підприємствам країн Бенілюксу та Німеччини. Для цього потрібно було підключитись до антверпенського етиленового хабу, звідки бере початок етиленопровід ARG. Враховуючи наявність у Shell дублюючих потужностей, під проект RC-2 взяли у довгострокову оренду одну з ниток існуючого продуктопроводу.
Меншу частину маршруту створили шляхом побудови перемички від Європорту на схід до Ботлеку (західна околиця Роттердама). В останньому з 1971 року продукували дихлорид етилену (напівфабрикат мономеру вінілхлориду) та, як наслідок, існувало трубопровідне сполучення з майданчиком Shell у Пернісі. При тому що орендований етиленопровід виконаний в діаметрі 150 мм, ця перша ділянка до Ботлеку має діаметр 250 мм.
Крім того, RC2 включає ділянку такого ж діаметру 250 мм від Європорту на захід, до Maasvlakte (портово-промисловий район на намивній території біля узбережжя Нідерландів). Тут у 2003 році почав роботу значний споживач етилену — завод одного з попередників компанії LyondellBasell, призначений для виробництва у єдиному технологічному процесі стирену (640 тисяч тонн) та оксиду пропілену (285 тисяч тонн).
Проект RC2, запущений в 2003-му, належить на паритетних засадах компаніям Havenbedrijf Rotterdam (HbR, представляє порт Роттердама) та ARG. Його загальна довжина від Maasvlakte до Антверпена становить 117 км.